# 奥拉夫·托恩
奥拉夫·托恩（德語：Olaf Thon，1966年5月1日—），德国男子足球运动员。他曾代表西德、德国参加1986年、1990年和1998年国际足联世界杯，其中1990年世界杯获得冠军，1986年世界杯则获得亚军。